# Monster Energy NASCAR Cup Series de 2019

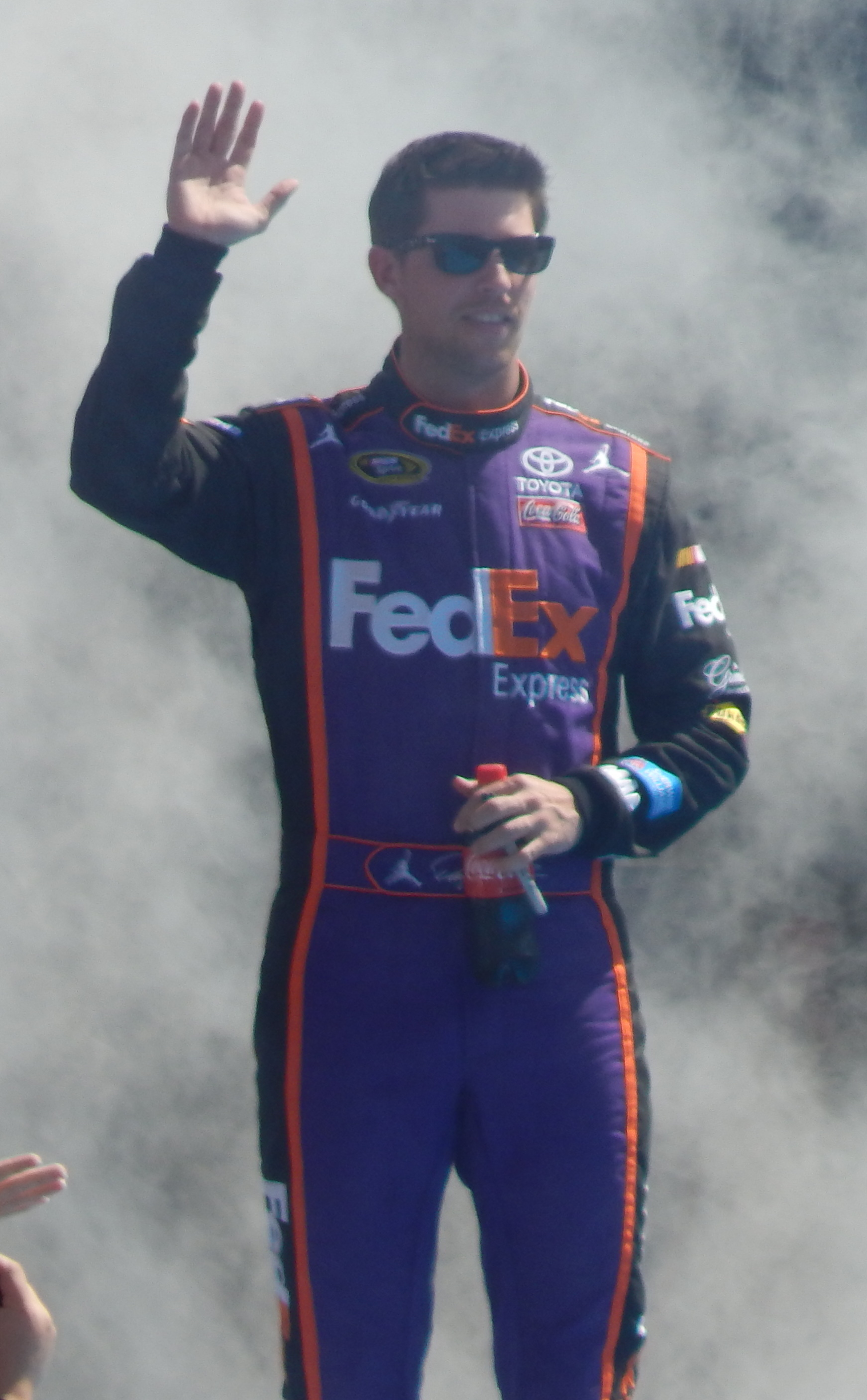
Denny Hamlin, o atual líder do campeonato

A Temporada de 2019 da Monster Energy NASCAR Cup Series foi a 71ª da história da NASCAR.
O campeonato foi disputado ao longo de 36 corridas, começando com a etapa de Daytona e terminando em Homestead. Dessas etapas, as 10 últimas representam o Chase, onde os 16 melhores pilotos nas 26 primeiras corridas disputam, em um sistema semelhante ao mata-mata, o título da temporada.

## Temporada Completa

### Equipes com Charter
| Fabricante       | Equipe                    | No. | Piloto              | Chefe de Equipe     |
| ---------------- | ------------------------- | --- | ------------------- | ------------------- |
| Chevrolet        | Chip Ganassi Racing       | 1   | Kurt Busch          | Matt McCall         |
| Chevrolet        | Chip Ganassi Racing       | 42  | Kyle Larson         | Chad Johnston       |
| Chevrolet        | Germain Racing            | 13  | Ty Dillon           | Matt Borland        |
| Chevrolet        | Hendrick Motorsports      | 9   | Chase Elliott       | Alan Gustafson      |
| Chevrolet        | Hendrick Motorsports      | 24  | William Byron       | Chad Knaus          |
| Chevrolet        | Hendrick Motorsports      | 48  | Jimmie Johnson      | Kevin Meendering    |
| Chevrolet        | Hendrick Motorsports      | 88  | Alex Bowman         | Greg Ives           |
| Chevrolet        | JTG Daugherty Racing      | 37  | Chris Buescher      | Trent Owens         |
| Chevrolet        | JTG Daugherty Racing      | 47  | Ryan Preece (R)     | Tristan Smith       |
| Chevrolet        | Premium Motorsports       | 15  | Ross Chastain       | Pat Tryson          |
| Chevrolet        | Richard Childress Racing  | 3   | Austin Dillon       | Danny Stockman      |
| Chevrolet        | Richard Childress Racing  | 8   | Daniel Hemric (R)   | Luke Lambert        |
| Chevrolet        | Richard Petty Motorsports | 43  | Darrell Wallace Jr. | Derek Stamets       |
| Chevrolet        | Spire Motorsports         | 77  | Jamie McMurray 1    | Scott Eggleston     |
| Chevrolet        | Spire Motorsports         | 77  | Garrett Smithley 1  | Scott Eggleston     |
| Chevrolet        | Spire Motorsports         | 77  | Quin Houff (R) 16   | Scott Eggleston     |
| Chevrolet        | Spire Motorsports         | 77  | TBA 18              | Scott Eggleston     |
| Chevrolet        | StarCom Racing            | 00  | Landon Cassill      | Wayne Carroll       |
| Ford             | Front Row Motorsports     | 34  | Michael McDowell    | Drew Blickensderfer |
| Ford             | Front Row Motorsports     | 36  | Matt Tifft (R)      | Mike Kelley         |
| Ford             | Front Row Motorsports     | 38  | David Ragan         | Seth Barbour        |
| Ford             | Go Fas Racing             | 32  | Corey LaJoie        | Randy Cox           |
| Ford             | Roush Fenway Racing       | 6   | Ryan Newman         | Scott Graves        |
| Ford             | Roush Fenway Racing       | 17  | Ricky Stenhouse Jr. | Brian Pattie        |
| Ford             | Stewart-Haas Racing       | 4   | Kevin Harvick       | Rodney Childers     |
| Ford             | Stewart-Haas Racing       | 10  | Aric Almirola       | Johnny Klausmeier   |
| Ford             | Stewart-Haas Racing       | 14  | Clint Bowyer        | Mike Bugarewicz     |
| Ford             | Stewart-Haas Racing       | 41  | Daniel Suárez       | Billy Scott         |
| Ford             | Team Penske               | 2   | Brad Keselowski     | Paul Wolfe          |
| Ford             | Team Penske               | 12  | Ryan Blaney         | Jeremy Bullins      |
| Ford             | Team Penske               | 22  | Joey Logano         | Todd Gordon         |
| Ford             | Wood Brothers Racing      | 21  | Paul Menard         | Greg Erwin          |
| Toyota           | Joe Gibbs Racing          | 11  | Denny Hamlin        | Chris Gabehart      |
| Toyota           | Joe Gibbs Racing          | 18  | Kyle Busch          | Adam Stevens        |
| Toyota           | Joe Gibbs Racing          | 19  | Martin Truex Jr.    | Cole Pearn          |
| Toyota           | Joe Gibbs Racing          | 20  | Erik Jones          | Chris Gayle         |
| Toyota           | Leavine Family Racing     | 95  | Matt DiBenedetto    | Mike Wheeler        |
| Chevrolet 2 Ford | Petty Ware Racing         | 51  | B. J. McLeod 1      | George Church       |
| Chevrolet 2 Ford | Petty Ware Racing         | 51  | Cody Ware 1         | George Church       |
| Chevrolet 2 Ford | Petty Ware Racing         | 51  | TBA 34              | George Church       |
| Chevrolet 2 Ford | Rick Ware Racing          | 52  | Cody Ware 1         | Mike Hillman Jr.    |
| Chevrolet 2 Ford | Rick Ware Racing          | 52  | B. J. McLeod 1      | Mike Hillman Jr.    |
| Chevrolet 2 Ford | Rick Ware Racing          | 52  | TBA 34              | Mike Hillman Jr.    |

## Temporada Limitada
| Fabricante | Equipe                   | No. | Piloto               | Chefe de Equipe   | Rodada(s) |
| ---------- | ------------------------ | --- | -------------------- | ----------------- | --------- |
| Chevrolet  | Beard Motorsports        | 62  | Brendan Gaughan      | Darren Shaw       | 1         |
| Chevrolet  | Germain Racing           | 27  | Casey Mears          | Pat Tryson        | 1         |
| Chevrolet  | Richard Childress Racing | 31  | Tyler Reddick        | Justin Alexander  | 1         |
| Chevrolet  | StarCom Racing           | 99  | TBA                  | TBA               | TBA       |
| Chevrolet  | Tommy Baldwin Racing     | 71  | Ryan Truex           | Tommy Baldwin Jr. | 1         |
| Chevrolet  | TriStar Motorsports      | 72  | TBA                  | TBA               | TBA       |
| Ford       | NY Racing Team           | 7   | J. J. Yeley          | TBA               | 1         |
| Toyota     | Gaunt Brothers Racing    | 96  | Parker Kligerman     | Mark Hillman      | 2         |
| Toyota     | MBM Motorsports          | 66  | Joey Gase            | Brian Keselowski  | 7         |
| Toyota     | MBM Motorsports          | 66  | Timmy Hill           | Brian Keselowski  | TBA       |
| Toyota     | Obaika Racing            | 97  | Tanner Berryhill (R) | Dan Stillman      | TBA       |
| Toyota     | XCI Racing               | 81  | Jeffrey Earnhardt    | TBA               | 2         |

## Calendário
| No.                       | Prova                                       | Circuito                         | Local                        | Data            |
| ------------------------- | ------------------------------------------- | -------------------------------- | ---------------------------- | --------------- |
|                           | Advance Auto Parts Clash                    | Daytona International Speedway   | Daytona Beach                | 10 de Fevereiro |
|                           | Gander RV Duel                              | Daytona International Speedway   | Daytona Beach                | 14 de Fevereiro |
| 1                         | Daytona 500                                 | Daytona International Speedway   | Daytona Beach                | 17 de Fevereiro |
| 2                         | Folds of Honor QuikTrip 500                 | Atlanta Motor Speedway           | Hampton (Geórgia)            | 24 de Fevereiro |
| 3                         | Pennzoil 400 presented by Jiffy Lube        | Las Vegas Motor Speedway         | Las Vegas                    | 3 de Março      |
| 4                         | TicketGuardian 500                          | ISM Raceway                      | Avondale (Arizona)           | 10 de Março     |
| 5                         | Auto Club 400                               | Auto Club Speedway               | Fontana (Califórnia)         | 17 de Março     |
| 6                         | STP 500                                     | Martinsville Speedway            | Ridgeway (Virgínia)          | 24 de Março     |
| 7                         | O'Reilly Auto Parts 500                     | Texas Motor Speedway             | Fort Worth                   | 31 de Março     |
| 8                         | Food City 500                               | Bristol Motor Speedway           | Bristol (Tennessee)          | 7 de Abril      |
| 9                         | Toyota Owners 400                           | Richmond International Raceway   | Richmond (Virgínia)          | 13 de Abril     |
| 10                        | GEICO 500                                   | Talladega Superspeedway          | Talladega                    | 28 de Abril     |
| 11                        | AAA 400 Drive for Autism                    | Dover International Speedway     | Dover                        | 5 de Maio       |
| 12                        | KC Masterpiece 400                          | Kansas Speedway                  | Kansas City                  | 11 de Maio      |
|                           | Monster Energy Open                         | Charlotte Motor Speedway (Oval)  | Concord (Carolina do Norte)  | 18 de Maio      |
|                           | Monster Energy NASCAR All-Star Race         | Charlotte Motor Speedway (Oval)  | Concord (Carolina do Norte)  | 18 de Maio      |
| 13                        | Coca-Cola 600                               | Charlotte Motor Speedway (Oval)  | Concord (Carolina do Norte)  | 26 de Maio      |
| 14                        | Pocono 400                                  | Pocono Raceway                   | Long Pond                    | 2 de Junho      |
| 15                        | FireKeepers Casino 400                      | Michigan International Speedway  | Brooklyn (Michigan)          | 9 de Junho      |
| 16                        | Toyota/Save Mart 350                        | Sonoma Raceway                   | Sonoma                       | 23 de Junho     |
| 17                        | Camping World 400                           | Chicagoland Speedway             | Joliet (Illinois)            | 30 de Junho     |
| 18                        | Coke Zero Sugar 400                         | Daytona International Speedway   | Daytona Beach                | 6 de Julho      |
| 19                        | Quaker State 400 presented by Walmart       | Kentucky Speedway                | Sparta (Kentucky)            | 13 de Julho     |
| 20                        | Foxwoods Resort Casino 301                  | New Hampshire Motor Speedway     | Loudon                       | 21 de Julho     |
| 21                        | Gander Outdoors 400 (Pocono)                | Pocono Raceway                   | Long Pond                    | 28 de Julho     |
| 22                        | Go Bowling at The Glen                      | Watkins Glen International       | Watkins Glen                 | 4 de Agosto     |
| 23                        | Consumers Energy 400                        | Michigan International Speedway  | Brooklyn (Michigan)          | 11 de Agosto    |
| 24                        | Bass Pro Shops NRA Night Race               | Bristol Motor Speedway           | Bristol (Tennessee)          | 17 de Agosto    |
| 25                        | Bojangles' Southern 500                     | Darlington Raceway               | Darlington (Carolina do Sul) | 1º de Setembro  |
| 26                        | Big Machine Vodka 400 at the Brickyard      | Indianapolis Motor Speedway      | Speedway (Indiana)           | 8 de Setembro   |
| Cup Championship Playoffs |                                             |                                  |                              |                 |
| Round of 16               |                                             |                                  |                              |                 |
| 27                        | South Point 400                             | Las Vegas Motor Speedway         | Las Vegas                    | 15 de Setembro  |
| 28                        | Federated Auto Parts 400                    | Richmond International Raceway   | Richmond (Virgínia)          | 21 de Setembro  |
| 29                        | Bank of America Roval 400                   | Charlotte Motor Speedway (Roval) | Concord (Carolina do Norte)  | 29 de Setembro  |
| Round of 12               |                                             |                                  |                              |                 |
| 30                        | Gander Outdoors 400 (Dover)                 | Dover International Speedway     | Dover                        | 6 de Outubro    |
| 31                        | 1000Bulbs.com 500                           | Talladega Superspeedway          | Talladega                    | 13 de Outubro   |
| 32                        | Hollywood Casino 400                        | Kansas Speedway                  | Kansas City                  | 20 de Outubro   |
| Round of 8                |                                             |                                  |                              |                 |
| 33                        | First Data 500                              | Martinsville Speedway            | Ridgeway (Virgínia)          | 27 de Outubro   |
| 34                        | AAA Texas 500                               | Texas Motor Speedway             | Fort Worth                   | 3 de Novembro   |
| 35                        | Can-Am 500                                  | ISM Raceway                      | Avondale (Arizona)           | 10 de Novembro  |
| Championship 4            |                                             |                                  |                              |                 |
| 36                        | Ford EcoBoost 400 NASCAR World Championship | Homestead-Miami Speedway         | Homestead                    | 17 de Novembro  |

## Resultados
| No.   | Corrida                  | Pole position | Líder Por Mais Voltas | Vencedor       | Fabricante |
| ----- | ------------------------ | ------------- | --------------------- | -------------- | ---------- |
| 001 ! | Advance Auto Parts Clash | Paul Menard   | Paul Menard           | Jimmie Johnson | Chevrolet  |
| 002 ! | Gander RV Duel 1         | William Byron | Kevin Harvick         | Kevin Harvick  | Ford       |
| 003 ! | Gander RV Duel 2         | Alex Bowman   | Clint Bowyer          | Joey Logano    | Ford       |
| 1     | Daytona 500              | William Byron | Matt DiBenedetto      | Denny Hamlin   | Toyota     |

## Classificação

### Pilotos - Chase
Após 1 de 36 etapas
| Nº | Piloto              | Vitórias | Pontos |
| -- | ------------------- | -------- | ------ |
| 1  | Denny Hamlin        | 0        | 52     |
| 2  | Joey Logano         | 0        | 52     |
| 3  | Kyle Busch          | 0        | 45     |
| 4  | Ricky Stenhouse Jr. | 0        | 39     |
| 5  | Erik Jones          | 0        | 35     |
| 6  | Alex Bowman         | 0        | 35     |
| 7  | Kyle Larson         | 0        | 33     |
| 8  | Jimmie Johnson      | 0        | 33     |
| 9  | Michael McDowell    | 0        | 32     |
| 10 | Ty Dillon           | 0        | 32     |
| 11 | Brad Keselowski     | 0        | 32     |
| 12 | Ryan Preece (R)     | 0        | 30     |
| 13 | Chase Elliott       | 0        | 27     |
| 14 | Kevin Harvick       | 0        | 27     |
| 15 | Ryan Blaney         | 0        | 27     |
| 16 | Clint Bowyer        | 0        | 26     |

Notas:
- O primeiro critério de classificação é o número de vitórias. Em caso de empate, o número de pontos.

### Fabricantes
Após 1 de 36 etapas
| Pos. | Fabricante | Vitórias | Pontos |
| ---- | ---------- | -------- | ------ |
| 1    | Toyota     | 1        | 40     |
| 2    | Ford       | 0        | 33     |
| 3    | Chevrolet  | 0        | 31     |